# Verwaltungsgemeinschaft Elbe-Heide
Die Verwaltungsgemeinschaft Elbe-Heide war eine Verwaltungsgemeinschaft im Landkreis Börde in Sachsen-Anhalt.
Im Zuge der Gemeindegebietsreform in Sachsen-Anhalt ist die Verwaltungsgemeinschaft seit dem 1. Januar 2010 aufgelöst. Ihre Aufgaben übernimmt die Verbandsgemeinde Elbe-Heide.

## Die ehemaligen Mitgliedsgemeinden mit ihren Ortsteilen
- Angern mit Johannenhof
- Bertingen
- Born
- Burgstall
- Colbitz mit Baltzer Siedlung, Ellersell, Haidberg, Jägerstieg und Lindhorst
- Cröchern mit Blätz
- Dolle
- Heinrichsberg
- Hillersleben
- Loitsche mit Ramstedt
- Mahlwinkel mit Zibberick
- Neuenhofe
- Rogätz (Sitz) mit Friedrichshöhe und Heinrichshorst
- Sandbeiendorf
- Wenddorf
- Zielitz mit Schricke

Am 1. Juli 2009 schied die Gemeinde Glindenberg durch Eingemeindung in die Stadt Wolmirstedt aus der Verwaltungsgemeinschaft aus.

## Geschichte
Die Verwaltungsgemeinschaft entstand am 1. Januar 2005 durch den Zusammenschluss der drei ehemaligen Verwaltungsgemeinschaften Elbe-Ohre, Südheide und Südliche Altmark/Elbe.

## Politik

### Wappen
Das Wappen wurde am 7. März 2005 durch den Landkreis genehmigt.
Blasonierung: „In Silber ein blauer Göpel, belegt mit einer fliegenden goldenen Lerche.“
Die Gestaltung des Wappens für die Verwaltungsgemeinschaft Elbe-Heide wurde von den im Jahr 2004 bestehenden und dann fusionierenden Verwaltungsämtern an den Magdeburger Kommunalheraldiker Jörg Mantzsch in Auftrag gegeben, um im Siegel, auf der Flagge und im sonstigen Gebrauch ein den Regeln der Heraldik entsprechendes und von der Landesregierung genehmigtes Wappen als Hoheitszeichen zu führen.
Die Symbolik zeigt einen Göpel als klassisches Heroldsbild. Er symbolisiert in Blau den Zusammenfluss von Elbe und Ohre und liegt auf silbernem (weißen) Schildgrund, der für das Kalisalz steht. Die Heide symbolisiert die aufsteigende Lerche.
Eine andere Deutungsweise ist der Zusammenschluss der drei Verwaltungsgemeinschaften, die sich durch den Göpel im Mittelpunkt des Wappens treffen, aus dem der Vogel aufsteigt. Dieses Symbol eines aufsteigenden Vogels, der sich erhebt und zu neuen Ufern aufbricht, ist nicht allein ein klassisches Motiv der Mythologie und Ikonografie (Phönix), sondern hat am konkreten Beispiel einen aktuellen Bezug. Denn die drei ehemaligen Verwaltungsgemeinschaften schlossen sich zusammen, um die Stärken der Region zu bündeln und daraus eine für die Bevölkerung positive Entwicklung zu starten – ein treffliches Sinnbild, das sich im Wappen zugleich heraldisch korrekt und unverwechselbar zu anderen Amtswappen abhebt.
Als Amtsfarben gelten Blau-Weiß-Blau.
Die Farben der Verwaltungsgemeinschaft sind – abgeleitet von Motiv und Schildfarbe des Wappens – Blau/Silber (Weiß).

### Flagge
Die Flagge ist blau-weiß-blau (1:4:1) gestreift (Längsform: Streifen senkrecht verlaufend, Querform: Streifen waagerecht verlaufend) und mittig mit dem Verwaltungsgemeinschaftswappen belegt.